# Eduardo Águila
Eduardo Águila (Ocotlán, Jalisco; 17 de mayo de 2002) es un futbolista mexicano, juega como defensa central y su equipo actual es el Club Atlético de San Luis de la Primera División de México.

## Inicios
Saldría del equipo de Real Zamora en el 2018, que en aquel entonces se llamaba Club Queseros San José. Ese mismo año pasaría a la filial de los Reboceros de La Piedad.

### Club Atlético de San Luis
Para el 2019 pasa al equipo potosino, siendo registrado primero en las fuerzas básicas de la sub-17 para después subir a la sub-20.
Casi 4 años después debutaría profesionalmente en el Clausura 2023, el viernes 6 de enero de la jornada 1 frente al Club Necaxa, en dicho partido su equipo se impondría en un marcador de 3 a 2.